# Ratu, Robertsfors kommun

Ratu är en liten by i Robertsfors kommun i Västerbotten i Sverige. Byn är belägen ca 35 kilometer norr om Umeå efter kustlandsvägen.
Den första bevarade källan som nämner Ratu är Jordeboken från 1539, då skrivs namnet Rathw. Namnet kommer från ån som rinner genom byn och betyder förmodligen falla ned, störta.